# Albert Pike

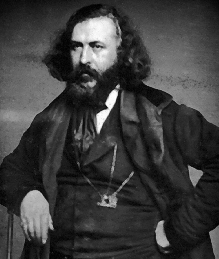
Albert Pike

Albert Pike [ˈælbɚt ˈpaɪk] (* 29. Dezember 1809 in Boston, Massachusetts; † 2. April 1891 in Washington, D.C.) war ein US-amerikanischer Rechtsanwalt, Brigadegeneral, Journalist, Autor und Freimaurer. Er war u. a. ein hervorragender Sanskritkenner und beherrschte 16 antike Sprachen.

## Leben

### Kindheit
Pike wurde in Boston als Sohn von Benjamin und Sarah (Andrews) Pike geboren. Seine Kindheit verbrachte er in Byfield und Newburyport. Er besuchte Schulen in Newburyport und Framingham, bis er 15 Jahre alt war. Zu dieser Zeit hatte er die Aufnahmeprüfung der Harvard University bestanden, war aber nicht imstande, sich den Unterricht zu leisten. So begann er damit, sich autodidaktisch fortzubilden.
Später wurde er Lehrer in Gloucester, Fairhaven und Newburyport.

### Zeit in Arkansas
Im Jahre 1831 verließ Pike Massachusetts, um nach Westen zu reisen. Zuerst blieb er in St. Louis, später zog er weiter nach Independence (Missouri). In Independence schloss er sich einer Expedition nach Taos (New Mexico) zur Jagd und zum Handeln an. Während der Exkursion stürzte sein Pferd und lief weg; so musste Pike die restlichen 500 Meilen nach Taos gehen. Danach schloss er sich einer Trapper-Expedition nach Llano Estacado in New Mexico und Texas an. Der Erfolg der Expedition war minimal, und nachdem er ungefähr 1300 Meilen (davon 650 zu Fuß) gereist war, erreichte er schließlich Fort Smith (Arkansas).
Als Pike sich 1833 in Arkansas niederließ, unterrichtete er und schrieb in Little Rock eine Reihe von Artikeln für den Arkansas Advocate unter dem Pseudonym Casca. Die Artikel waren so beliebt, dass er gebeten wurde, bei der Zeitung zu arbeiten. Später, nach seiner Hochzeit mit Mary Ann Hamilton, kaufte er von der Mitgift einen Teil der Zeitung. Um 1835 war er der alleinige Inhaber des Advocate. Unter Pikes Administration warb der Advocate mit der Sichtweise der Whig Party in einem politisch wechselhaften und geteilten Arkansas.
Dann begann er mit dem Jura-Studium und wurde im Jahr 1837 vor Gericht als Rechtsanwalt zugelassen. Im selben Jahr verkaufte er den Advocate. Er war der erste Schriftführer des Arkansas Supreme Court. Auch schrieb er ein anonym veröffentlichtes Buch mit dem Titel The Arkansas Form Book, ein Leitfaden für Rechtsanwälte.

### Mexikanisch-Amerikanischer Krieg
Zu Beginn des Mexikanisch-Amerikanischen Krieges (1846–1848) trat Pike der Kavallerie bei und wurde als Truppen-Kommandant bevollmächtigt, in der Schlacht von Buena Vista zu dienen. Er und sein Kommandant John Selden Roane hatten verschiedene Meinungsdifferenzen, die letztlich zu einem Duell zwischen beiden führten. Obwohl mehrere Schüsse fielen, wurde niemand verletzt, und die zwei wurden von ihren Sekundanten davon überzeugt, das Duell nicht weiter fortzusetzen.

### Anwalt, Autor und Abgesandter der Konföderation
Nach dem Krieg kehrte Pike zurück, um wieder als Anwalt zu arbeiten. 1853 zog er eine Zeit lang nach New Orleans (Louisiana). Er schrieb ein weiteres Buch, Maxims of the Roman Law and some of the Ancient French Law, as Expounded and Applied in Doctrine and Jurisprudence. Obgleich unveröffentlicht, erhöhte dieses Buch sein Renommee unter seinen Anwaltskollegen. Er kehrte 1857 nach Arkansas zurück, wurde dort im juristischen Umfeld noch bekannter und wurde ein Verteidiger der Sklaverei, obwohl er weiter Mitglied der Whigs blieb. Als die Partei sich auflöste, wurde er Mitglied der Know-Nothing Party. Vor dem Amerikanischen Bürgerkrieg war er strikt gegen die Abspaltung, doch zu Beginn des Krieges stellte er sich auf die Seite der Konföderierten Armee.
Er stellte mehrmals Kontakte mit den Stämmen amerikanischer Ureinwohner der Region her; einmal handelte er eine Zahlung der US-amerikanischen Bundesregierung von 800.000 Dollar an die Creek und andere Stämme aus. Diese Kontakte sollten den Lauf seines Dienstes im Bürgerkrieg bestimmen: Schon am Anfang des Krieges wurde Pike zum Abgesandten der Konföderation für die amerikanischen Ureinwohner ernannt. In dieser Stellung verhandelte er über einige Verträge, darunter über einen der wichtigsten 1861 mit Cherokee-Häuptling John Ross.

### Schlacht am Pea Ridge
Am 22. November 1861 wurde Pike zum Brigadegeneral ernannt und bekam ein Kommando auf indianischem Gebiet. Mit General Benjamin McCulloch bildete er drei Regimenter für die Konföderation aus, die hauptsächlich aus Truppen amerikanischer Ureinwohner von „zivilisierten Stämmen“ bestanden, deren Loyalität zur Konföderation aber schwankend war. Aus der Schlacht am Pea Ridge (Elkhorn Tavern) im März ging Pikes Einheit noch als Sieger hervor, doch später in einem Gegenangriff besiegt, zerfiel sie wieder. Wie schon im vorhergehenden Krieg stritt sich Pike mit seinen vorgesetzten Offizieren; an einem Punkt beschwerte er sich in einem Brief an Präsident Jefferson Davis über seinen direkten Vorgesetzten.
Nach Pea Ridge wurde er mit Vorwürfen konfrontiert, dass seine Truppen auf dem Feld feindliche Soldaten skalpierten. Generalmajor Thomas C. Hindman warf Pike auch Misswirtschaft von Geld und Material vor und ordnete seine Verhaftung an. Später stellte sich heraus, dass beide Vorwürfe haltlos waren. Angesichts des Arrests floh Pike in die Hügel von Arkansas und suchte am 12. Juli um Entlassung aus der Armee der Konföderation nach. Schließlich wurde er am 3. November unter dem Vorwurf der Unbotmäßigkeit und des Verrats verhaftet und in Warren kurz inhaftiert. Sein Rücktrittsgesuch wurde aber am 11. November dennoch angenommen; danach wurde ihm erlaubt, nach Arkansas zurückzukehren.

### Nachkriegsjahre

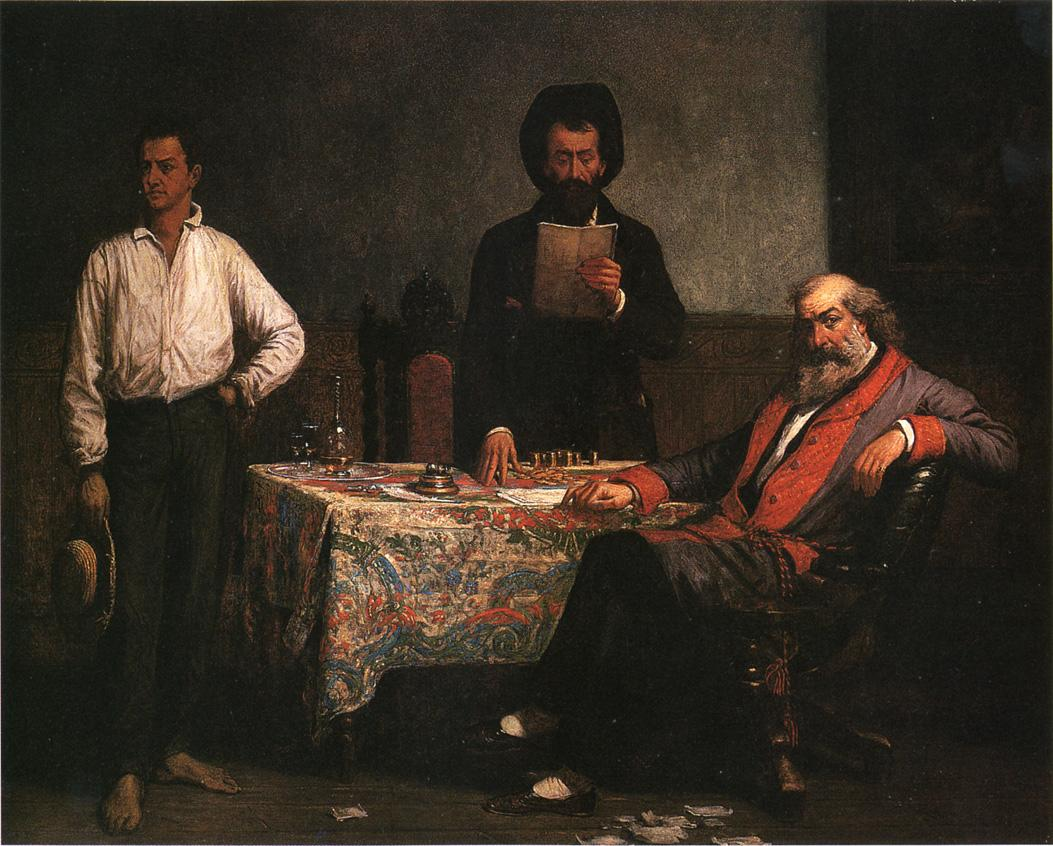
Pike als die Figur des Pflanzers in Thomas Satterwhite Nobles Genrebild The Price of Blood, 1868

In den Nachkriegsjahren konnte Pike weder das Vertrauen seiner ehemaligen Kameraden noch das der Sieger im Bürgerkrieg, der Union, gewinnen. Infolgedessen zog er nach New York und später nach Kanada. Von Andrew Johnson wurde er am 30. August 1865 jedoch in einer ausführlichen Entschuldigung rehabilitiert, was ihm ermöglichte, seine Karriere im öffentlichen Leben der USA fortzusetzen. So wurde er Richter des Obersten Gerichtshofs von Arkansas. Von 1867 bis 1868 praktizierte er als Anwalt in Memphis (Tennessee), wo er auch Herausgeber des Appeal war. Sein Rechtsanwaltsbüro verlegte er schließlich 1870 nach Washington und wurde Herausgeber der Zeitung Patriot.

### Freimaurerei

Albert Pike als Freimaurer

In der Zwischenzeit hatte er sich einer Freimaurerloge angeschlossen und wurde darin sehr aktiv. 1859 wählte man ihn zum „Souveränen Großkommandeur“ des Obersten Rates der „Südlichen Jurisdiktion des Alten und Angenommenen Schottischen Ritus von Nordamerika“. Im selben Jahr wurde ihm von der Harvard University ein Ehrendoktortitel (Ph.D.) verliehen. Er blieb 32 Jahre lang bis zu seinem Tod „Souveräner Großkommandeur“.
Einen großen Teil seiner Zeit widmete er sich der Verbesserung der Rituale seiner Loge. Als Hauptwerk veröffentlichte er das Buch Morals and Dogma of the Ancient and Accepted Scottish Rite of Freemasonry (Erstausgabe 1872, letzte Neuauflage 2004), welches eine umfassende philosophische und ethische Gradlehre des ursprünglich gegen Ende des 18. Jahrhunderts in Frankreich entstandenen sogenannten „Schottischen Ritus“ beschreibt.

### Tod
Pike starb am 2. April 1891 in Washington und wurde auf dem dortigen Oak Hill Cemetery beerdigt – gegen seinen letzten Willen, denn er hinterließ die Bestimmung, dass sein Körper eingeäschert werden sollte. Im Jahre 1944 wurden seine Überreste zum „House of the Temple“ überführt, dem Hauptquartier der „Südlichen Jurisdiktion des Schottischen Ritus“.

## Statue

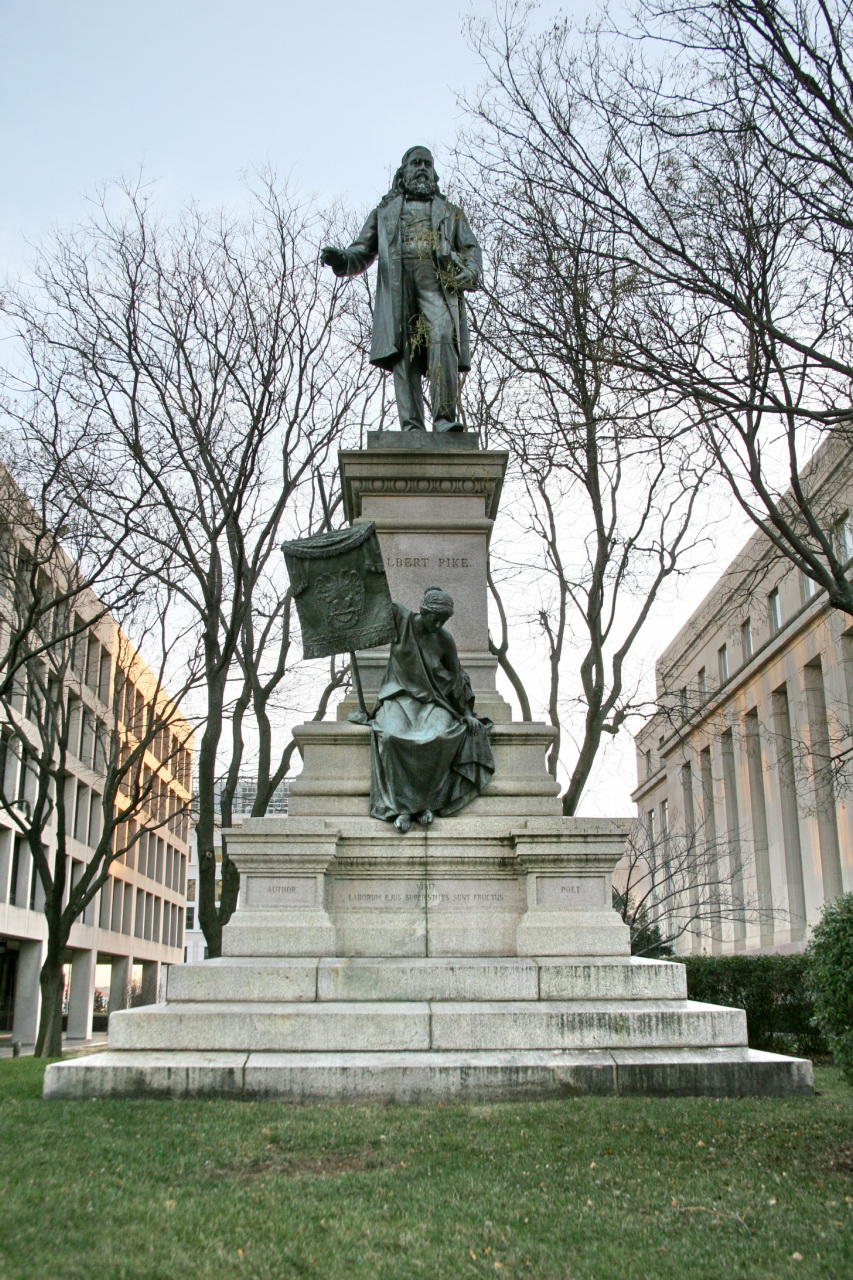
Pike-Monument in Washington

Im Zuge der Anti-Rassismus-Bewegung „Black Lives Matter“ wurde am 19. Juni 2020 abends in der US-Hauptstadt Washington eine zur Erinnerung an Pike aufgestellte Statue von Demonstranten vom Sockel gestürzt und angezündet. Somit wurde am Rande der Protestmärsche zur Erinnerung an das Ende der Sklaverei vor 155 Jahren die einzige Statue eines Konföderierten-Generals in der US-Hauptstadt zu Fall gebracht. Anfang August 2025 teilte der zuständige National Park Service mit, gemäß Weisungen der US-Bundesregierung werde die nach dem Sturz eingelagerte Statue derzeit restauriert und solle voraussichtlich im Oktober 2025 wieder aufgestellt werden.

## Werke
- 1837: The Arkansas Form Book (ein Leitfaden für Rechtsanwälte)
- 1853: Maxims of the Roman Law and some of the Ancient French Law, as Expounded and Applied in Doctrine and Jurisprudence
- 1872: Morals and Dogma of the Ancient and Accepted Scottish Rite of Freemasonry

### Lyrische Werke
Neben seinen Schriften zur Rechtswissenschaft und Freimaurerei schrieb Pike auch Gedichte – ein Hobby, das er in seiner Jugend in Massachusetts begonnen hatte. Seine Gedichte waren zu seiner Zeit hoch angesehen, sind aber weitgehend vergessen. Einige Bände seiner Werke wurden nach seinem Tod von seiner Tochter im Eigenverlag veröffentlicht.
Bisweilen wurde der Einfluss eines seiner Werke – nämlich das Gedicht The Widowed Heart – auf Edgar Allan Poes Gedicht Der Rabe diskutiert. Pikes Gedicht wurde am 14. Oktober 1843 im New Mirror veröffentlicht, in dem Jahr, in dem auch Poe für diese Publikation schrieb. John H. Ingram diskutierte dies z. B. in seiner 1880 veröffentlichten Biographie Poes, wobei er vor allem auf den immer gleichen Abschluss der 12 Strophen von Pikes Gedicht hinwies: Thou art lost to me forever, Isadore!

### Ausgaben
- Albert Pike: Meaning of Masonry. (Englisch). Kessinger Publishing, Kila (Montana) 2004, ISBN 1-4179-1101-8
- Albert Pike: Reprints of Old Rituals. (Englisch). Kessinger Publishing, Kila (Montana) 1997, ISBN 1-56459-983-3
- Albert Pike: Book of the Words. (Englisch). Kessinger Publishing, Kila (Montana) 1997, ISBN 1-56459-161-1
- Albert Pike: Indo-Aryan Deities and Worship as Contained in the Rig-Veda. (Englisch). Kessinger Publishing, Kila (Montana) 1997, ISBN 1-56459-183-2
- Albert Pike: The Point Within the Circle: Freemasonry Veiled in Allegory and Illustrated by Symbols. (Englisch). Holmes Publishing Group, Edmonds (Washington) 2001, ISBN 1-55818-305-1
- Albert Pike: Morals and Dogma of the First Three Degrees of the Ancient and Accepted Scottish Rite Freemasonry. (Englisch). Kessinger Publishing, Kila (Montana) 2004, ISBN 1-4179-1108-5